# Hôtel d'Ourscamp
L'hôtel d'Ourscamp, dit aussi maison de Marsande, ou maison de l'Ours, est un bâtiment historique situé aux nos 44 et 46, rue François-Miron dans le 4e arrondissement de Paris, en France.

## Historique
C’est en 1248 que les moines cisterciens de l’abbaye Notre-Dame d’Ourscamp reçoivent en donation un terrain dans l’angle formé par la rue Saint-Antoine (actuelle rue François-Miron) et la rue Geoffroy-l'Asnier à Paris.
La maison est reconstruite à la fin du XVIe siècle, sans doute vers 1585.

## Architecture
La maison primitive des cisterciens est leur « maison de ville », toute en pierre, avec un cellier d’environ 200 m2, une salle à piliers en rez-de-chaussée et plusieurs étages. La maison était occupée par les moines qui y stockaient la marchandise produite dans leur abbaye et la revendaient aux Parisiens. Mais il semble que des difficultés de gestion les aient amenés à louer une partie de la maison à des marchands et artisans.
La maison construite en 1585 se compose d’un corps principal avec façade marquée de chaînages de pierre, percée de grandes fenêtres à meneaux et d’ouvertures plus petites. À l’arrière, deux petites ailes en retour abritent les escaliers à balustres rampants, encadrant une petite cour à pans de bois agrémentée de deux privés en encorbellement.
La maison compte deux étages et un comble à deux niveaux sous une toiture à la française, très lourde. Les deux lucarnes qui ouvrent le premier niveau de comble portent des frontons sculptés dans le style du XVIe siècle.
À la Révolution, l’abbaye est expropriée, la maison est vendue et des petits commerçants vont se succéder dans les lieux. La maison connut de nombreuses transformations et ajouts au cours des XVIIe, XVIIIe et XIXe siècles.

## Sauvegarde
Durant la première moitié du XXe siècle, la dégradation du bâtiment se poursuit et la maison se retrouve dans l’îlot 16 des îlots insalubres recensés au début du XXe siècle, que la ville de Paris se hâte de vouer à la démolition. En octobre 1961, la menace se précise pour la démolition d’un ensemble d’immeubles de la rue François-Miron, dont la maison d’Ourscamp. L’Association pour la sauvegarde et la mise en valeur du Paris historique, récemment créée, prend position contre cette mesure qu'elle juge aberrante et propose d’y installer ses bureaux. Quelques mois plus tard, la bataille est gagnée, la ville revient sur sa décision et accepte la restauration des maisons anciennes à l’exception de la maison d’Ourscamp, jugée en trop mauvais état. On laissera à l’association le soin et la charge financière de sa restauration. L'association Paris historique restaure la maison d’Ourscamp avec la collaboration de bénévoles. La maison est aujourd'hui le siège de l’association, longtemps présidée par Pierre Housieaux.
La façade, la toiture, l’escalier et le cellier sont maintenant classés monuments historiques depuis 1966. Il est possible de visiter la maison.

## Galerie

L'hôtel d'Ourscamp
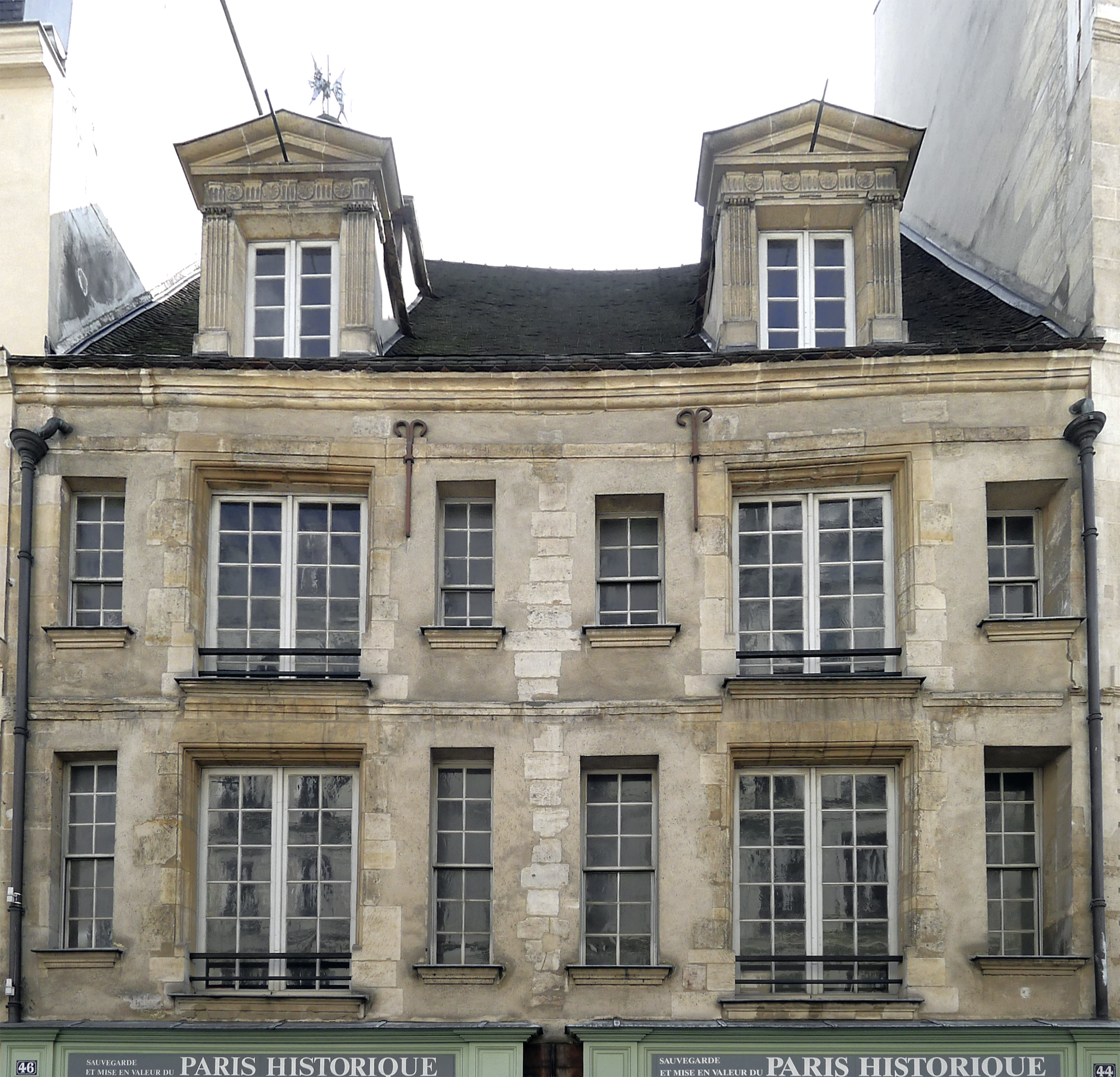
Détail de la façade sur rue.
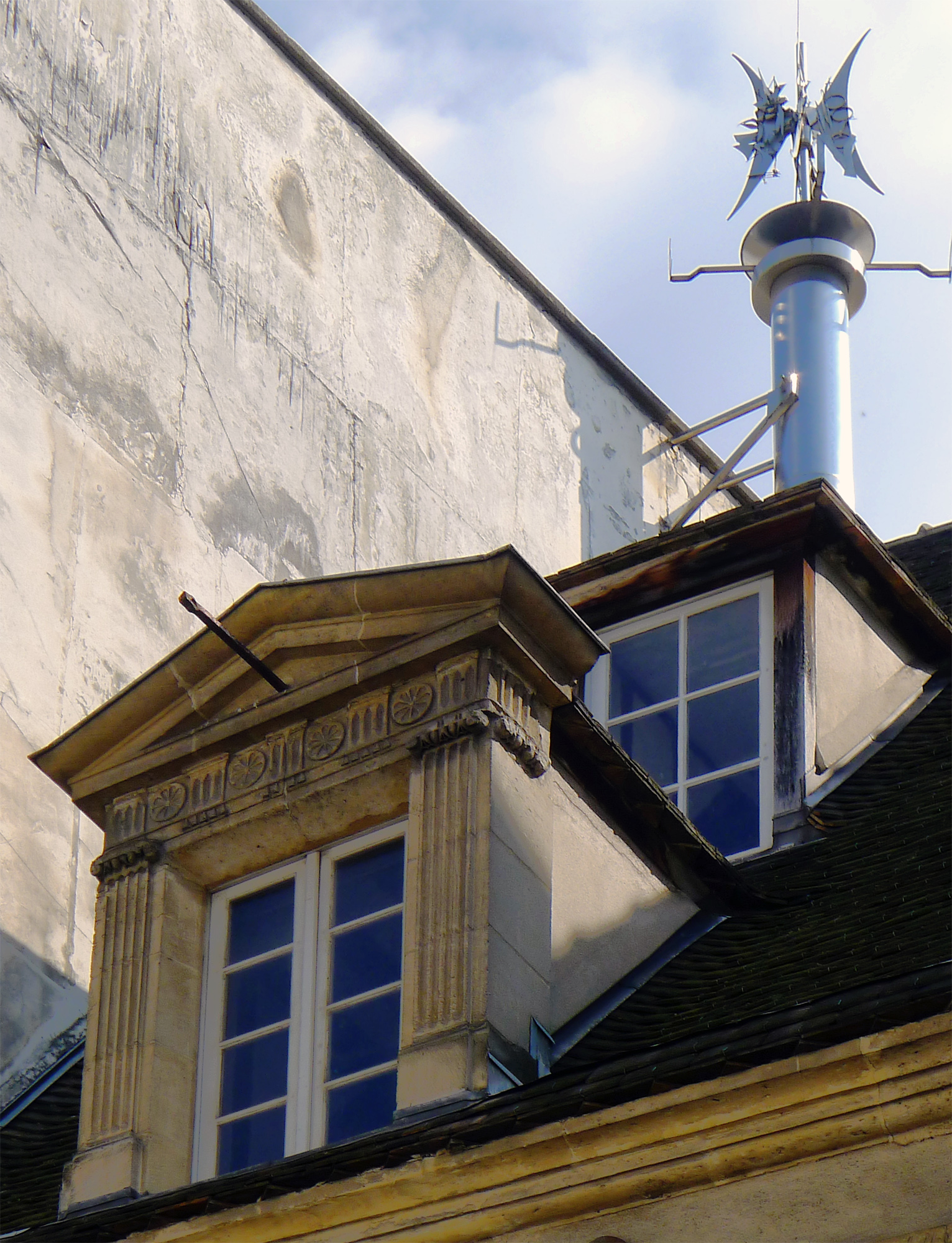
Lucarne à fronton.
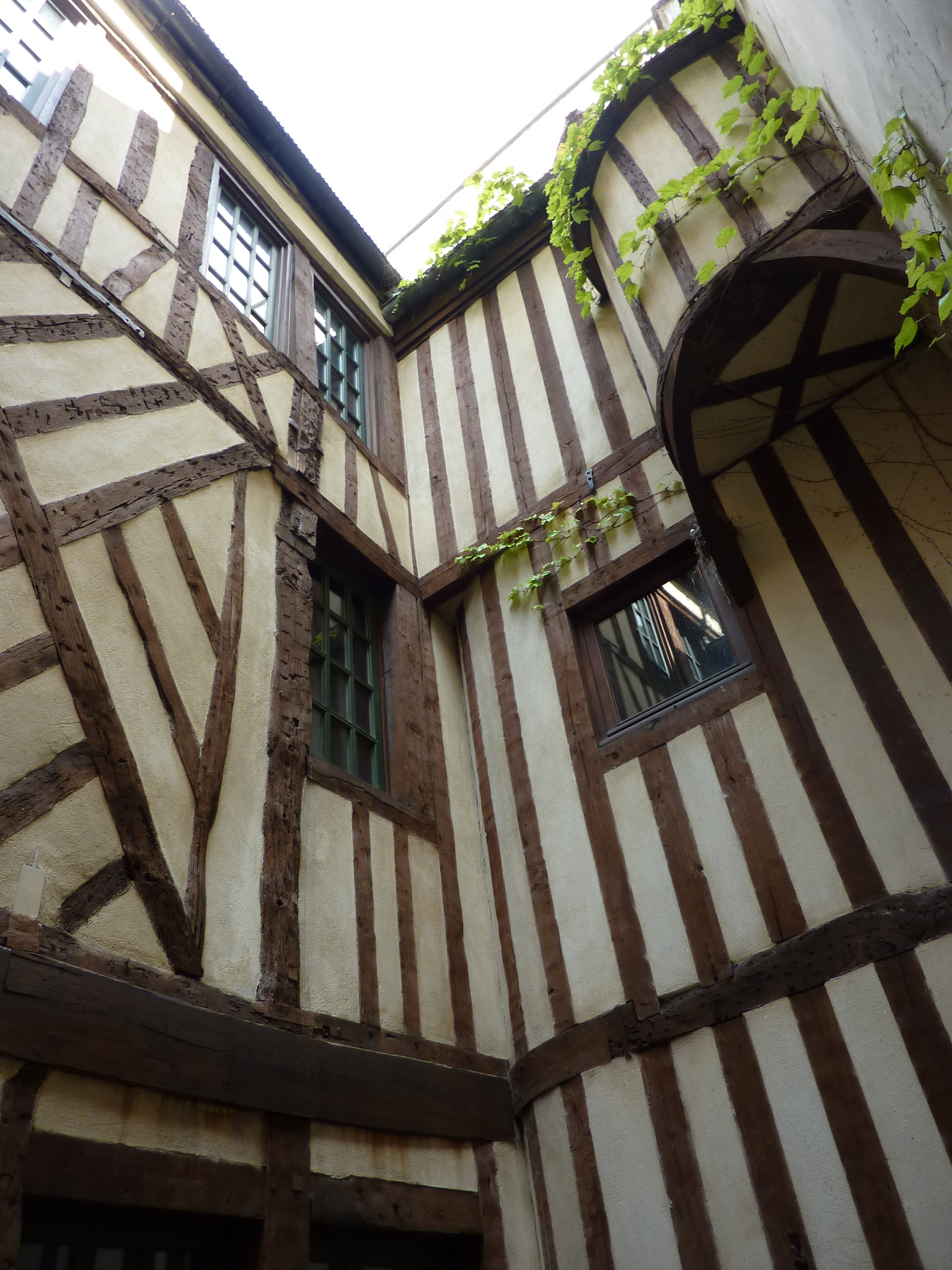
Détail des façades sur cour.
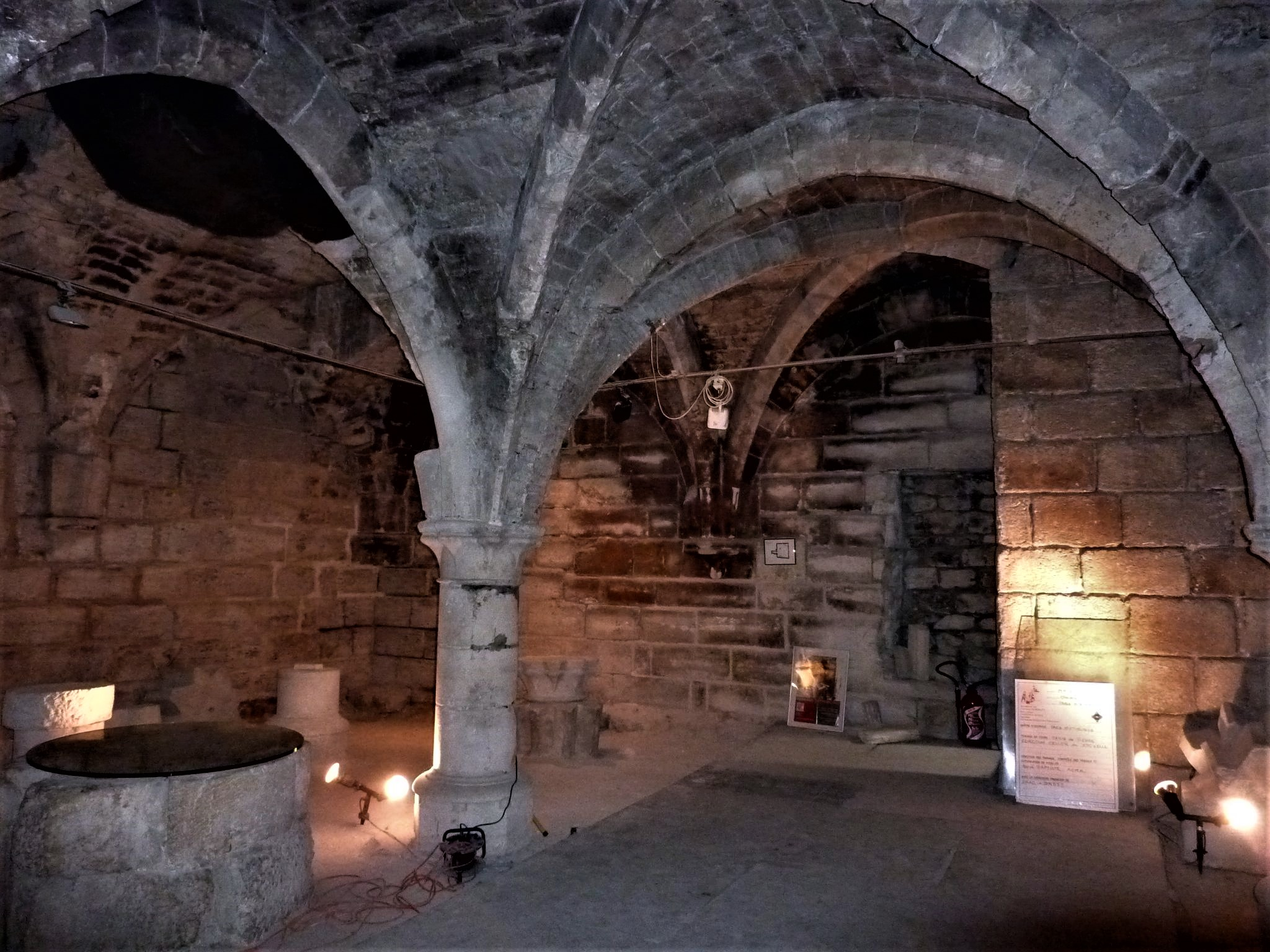
Le cellier.